# Елементи орбіти
Орбітальні елементи — набір параметрів, які задають траєкторію руху небесного тіла.
Одним із завдань небесної механіки є визначення орбіт небесних тіл. Для завдання орбіти супутника планети, астероїда або Землі використовують так звані орбітальні елементи. Вони відповідають за завдання базової системи координат (точка відліку, осі координат), форму і розмір орбіти, її орієнтацію в просторі і момент часу, в який небесне тіло знаходиться в певній точці орбіти. В основному, використовуються два способи завдання орбіти (при наявності системи координат):
- за допомогою векторів положення і швидкості;
- за допомогою орбітальних елементів.

## Кеплерові елементи орбіти

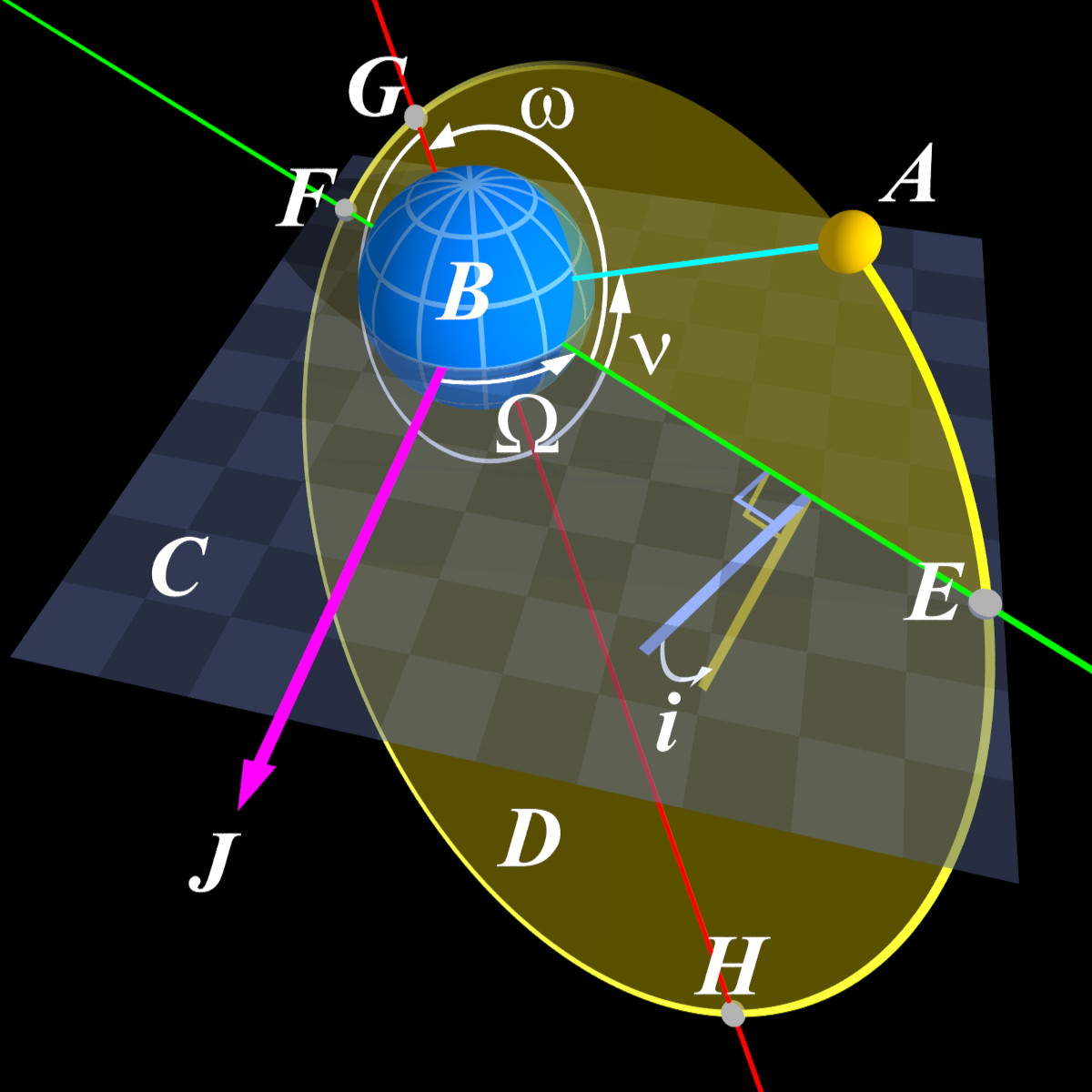
Елементи орбіти

Традиційно, як елементи орбіти використовують шість величин, які отримали назву кеплерових:
- велика піввісь (a);
- ексцентриситет (e);
- нахил (i);
- аргумент перицентра (ω)
- довгота висхідного вузла (☊);
- середня аномалія (Mo).

## Інші елементи орбіти

### Аномалії

Аномалії

Аномалія (В небесній механіці) — кут, який використовується для опису руху тіла по еліптичній орбіті. Термін аномалія вперше введений Аделардо Батським при перекладі на латину астрономічних таблиць Аль-Хорезмі «Зідж» для передачі арабського терміна аль-Хеза («особливість»).
Істинна аномалія v являє собою кут між радіус вектором і напрямком на перицентр.
Середня аномалія (позначається M) — для тіла, що рухається по незбуреній орбіті, — похідна його «середнього руху» і інтервалу часу після проходження перицентру. Таким чином, середня аномалія — кутова відстань від перицентру гіпотетичного тіла, що рухається з постійною кутовою швидкістю, що дорівнює середньому руху.
Ексцентрична аномалія (E) — параметр, який використовується для вираження змінної довжини радіус-вектора r. 

### Аргумент широти
В небесній механіці, аргумент широти (u) — кутовий параметр, який визначає положення тіла, що рухається уздовж кеплерової орбіти. Це сума часто використовуваних істинної аномалії і аргументу перицентру, утворює кут між радіус-вектором тіла і лінією вузлів. Відраховується від висхідного вузла у напрямку руху.

### Аномалістичний період обертання
Аномалістичний період обертання — проміжок часу, за який тіло, переміщаючись по еліптичній орбіті, двічі послідовно проходить через перицентр.